# Dioctria pleuralis
Dioctria pleuralis är en tvåvingeart som beskrevs av Banks 1917. Dioctria pleuralis ingår i släktet Dioctria och familjen rovflugor. Inga underarter finns listade i Catalogue of Life.